# Mali, izgubljeni robot
Mali, izgubljeni robot (izvirno v angleščini  Little Lost Robot) je kratka znanstvenofantastična zgodba ruskega pisatelja Isaaca Asimova. Prvič je bila objavljena v marcu 1947 v reviji Astounding Science Fiction.  Vključena je v zbirke Jaz, robot (1950), Popolni robot (1982) in Vizija robotike (1990).

## Vsebina
V tej zgodbi je govora o napačnih razumevanjih človeških ukazov.
Na neki vesoljski postaji na asteroidu se je eden izmed raziskovalcev, Gerald Black, jezil na robota NS-2 (Nestor): »... izgini mi!« Robot je ubogal ukaz in se je skril. Robota so morali nujno najti, saj so jih ljudje do njih zelo nezaupljivi. Po nekaj dneh sta ga v strogi tajnosti začela iskati psihologinja Dr. Susan Calvin in matematični direktor Peter Boger. Pravzaprav sta vedela, kje se skriva: v sobi s še 62 drugimi fizično popolnoma identičnimi roboti.
Osebnost vsakega robota je bila posebna. Nestor je prvi zakon robotike spremenil v »Robot človeka ne sme poškodovati«, izpustil pa je drugi del »oziroma mu škodovati z nedelovanjem«. Zaradi tega si je lahko dovolil, da ni deloval. Psihologinja predpostavi, da se robot s spremenjenim zakonom ne bo odzival na morebitno nevarnost človeka ali celo njegovo smrt. Zato se je odločila, da se bo ulegla pod uteži, ki zanjo predstavljajo nevarnost in poklicala vsakega robota posebej. Povedala jim je še, da bodo med reševanjem izpostavljeni sevanju, ki jih lahko uniči.  Poskus ni uspel, saj so roboti kljub temu, da so bili ločeni izvedeli, da jih hočejo prelisičiti. Zato je zaslišala vsakega robota posebej saj bo tako ugotovila, katerega mišljenje in odzivi na problematične situacije je drugačno.
Po zaslišanju vsakega robota posebej je doktorica Calvin odkrila način kako robota prisiliti, da razkrije svojo identiteto. Mali, izgubljeni robot jo je napadel, a še preden ji je lahko kaj naredil se je zaradi velikih nasprotji med zakoni uničil.